# Liste d'élections en 1992
Chronologie des élections
- 1988
- 1989
- 1990
- 1991
- 1992
- 1993
- 1994
- 1995
- 1996

Cette liste recense les élections organisées durant l'année 1992. Elle inclut les élections législatives et présidentielles nationales dans les États souverains, ainsi que les référendums.

## Commentaires généraux
L'année 1992 fait suite à la dislocation de l'URSS, tandis que celle de la Yougoslavie se poursuit. La Bosnie déclare son indépendance vis-à-vis de la Yougoslavie par référendum (mars), et est attaquée par les troupes serbes, précipitant la guerre de Bosnie. La Croatie et la Slovénie organisent leurs premiers élections depuis leur indépendance, tandis que la guerre de Croatie se poursuit. Le Monténégro, pour sa part, vote pour maintenir son union avec la Serbie (mars). La Fédération de Yougoslavie ne compte alors plus que ces deux pays.
Dans l'ancien bloc de l'Est, l'Albanie, l'Azerbaïdjan et la Bulgarie organisent des élections multipartites qui amènent une alternance au pouvoir. En Tchécoslovaquie, le bon résultat obtenu par les indépendantistes slovaques aux élections du mois de juin aboutit à la dislocation du pays le 31 décembre.
L'année 1992 est surtout marquée par une vague de démocratisation en Afrique. Au Mali, au Burundi, au Congo-Brazzaville, au Ghana, à Madagascar, à Djibouti, au Togo et au Niger, les citoyens approuvent par référendum de nouvelles Constitutions qui abolissent les régimes à parti unique et restaurent ou instaurent le multipartisme. 
La Mauritanie, le Cameroun, le Burkina Faso, le Nigeria, l'Angola, la République centrafricaine et le Kenya organisent par ailleurs leurs premières élections multipartites après l'introduction (ou la réintroduction) de la démocratie. Celles de l'Angola (septembre) ne constituent toutefois qu'une brève pause dans la guerre civile angolaise, tandis que les élections nigérianes (juillet) sont suivies par un nouveau coup d'État. En Afrique du Sud, un référendum historique au mois de mars approuve la transition vers la démocratie - c'est-à-dire vers l'accès de la majorité noire au droit de vote. Le Malawi est le seul pays africain à organiser encore (pour la dernière fois) une élection à parti unique en 1992 (au mois de juin).
En Europe, le traité de Maastricht, qui fonde l'Union européenne, est soumis à l'approbation du peuple par référendum dans trois pays seulement : le Danemark, la France et l'Irlande. Si les Irlandais et les Français l'approuvent, les Danois le rejettent à ce stade (juin).
Ailleurs, les élections n'ont encore qu'un caractère démocratique très limité en Iran (mai), aux Fidji (mai), en Indonésie (juin) et au Koweït (octobre). En Iran et en Indonésie, aucune réelle opposition n'est tolérée, tandis que le régime électoral fidjien est conçu pour marginaliser la communauté ethnique indo-fidjienne. Au Viêt Nam (juillet) et au Laos (décembre), les élections, à parti unique, n'ont rien de démocratique.

## Par mois

### Janvier
| Date             | Pays       | Élections      | Contexte | Résultats |
| ---------------- | ---------- | -------------- | --- | --- |
| 11 janvier       | Algérie    | Législatives   | Le 2d tour, qui devait avoir lieu le 16 janvier, est annulé le 11 janvier par les généraux « janviéristes », après le succès du Front islamique du salut (islamiste) au premier tour en décembre 1991. Le président Chadli Bendjedid, qui avait initié le processus de démocratisation, démissionne. Début de la guerre civile. | n/a |
| 12 janvier       | Mali       | Référendum     | Les citoyens sont invités à approuver une nouvelle Constitution, qui établit une démocratie multipartite pour la première fois depuis l'indépendance, et restreint les mandats présidentielles. | La proposition est approuvée par 99 % des votants. |
| 12 et 19 janvier | Bulgarie   | Présidentielle | Première élection présidentielle. | Jeliou Jelev (Union des forces démocratiques, conservateur) est élu avec 52,8 % des voix au second tour, face à Velko Valkanov (sans étiquette, soutenu par le Parti socialiste, ancien parti unique). |
| 24 janvier       | Mauritanie | Présidentielle | Première élection présidentielle multipartite. Première élection nationale multipartite depuis 1957. | Maaouiya Ould Sid'Ahmed Taya (Parti républicain démocratique et social) est réélu avec 62,7 % des voix, devant notamment Ahmed Ould Daddah (Union des forces démocratiques, centre-gauche, laïque).    |

### Février
| Date       | Pays  | Élections    | Contexte | Résultats |
| ---------- | ----- | ------------ | -------- | --- |
| 22 février | Malte | Législatives |          | Le Parti nationaliste (centre-droit) conserve une majorité absolue des sièges. Edward Fenech Adami demeure premier ministre. |
| 23 février | Mali  | Législatives | 1er tour | - |

### Mars
| Date                   | Pays                                        | Élections    | Contexte | Résultats |
| ---------------------- | ------------------------------------------- | ------------ | --- | --- |
| 29 février et 1er mars | République socialiste de Bosnie-Herzégovine | Référendum   | La Bosnie-Herégovine à cette date est un pays constitutif de la République fédérale de Yougoslavie. Les citoyens sont appelés à se prononcer pour ou contre son indépendance. La plupart des Serbes de Bosnie boycottent le référendum.                         | L'indépendance est approuvée par 99,7 % des votants. La Bosnie-Herzégovine déclare son indépendance le 3 mars. Le 6 avril, le pays est attaqué par l'armée serbe, déclenchant la guerre de Bosnie-Herzégovine. |
| 1er mars               | Cameroun                                    | Législatives | Premières élections multipartites depuis 1964. | Parlement sans majorité. Le Rassemblement démocratique du peuple camerounais (droite, au pouvoir, ancien parti unique) obtient une majorité relative des sièges, et manque de peu la majorité absolue. Il forme une coalition avec le Mouvement pour la défense de la République afin d'atteindre cette majorité. Simon Achidi Achu est nommé premier ministre. Une élection présidentielle a lieu en octobre.                                                                                         |
| 1er mars               | Mali                                        | Législatives | 2d tour. Premières élections multipartites depuis 1959, c'est-à-dire depuis avant l'indépendance. Elles font suite au référendum de janvier. | L'Alliance pour la démocratie au Mali, union de partis d'opposition de gauche, remporte une majorité absolue des sièges. Younoussi Touré est nommé premier ministre. |
| 1er mars               | République du Monténégro                    | Référendum   | Le Monténégro à cette date est un pays constitutif de la République fédérale de Yougoslavie. Les citoyens sont appelés à se prononcer pour ou contre le maintien du Monténégro dans la Yougoslavie, « en tant que république souveraine ».                      | Le maintien du pays dans la Yougoslavie est approuvé par 96 % des votants. |
| 9 mars                 | Burundi                                     | Réferendum   | Les citoyens sont invités à approuver une nouvelle Constitution, qui instaure une démocratie multipartite, garantissant la liberté de la presse et les droits de l'homme.                                                                                       | La Constitution est approuvée par 90,4 % des votants. Les premières élections multipartites ont lieu l'année suivante. |
| 15 mars                | République du Congo                         | Référendum   | Les citoyens sont invités à approuver ou non une proposition de nouvelle Constitution, qui instaure une démocratie multipartite. | La Constitution est approuvée par 96,3 % des votants. |
| 15 mars                | Liechtenstein                               | Référendum   | La proposition est que toute approbation d'un traité international par le Liechtenstein soit soumise à référendum. | La proposition est approuvée par 71,4 % des votants. |
| 17 mars                | Afrique du Sud                              | Référendum   | Les citoyens blancs (exclusivement) sont invités à approuver ou non la fin du système de l'apartheid, et la poursuite des négociations du gouvernement avec le Congrès national africain, en vue de l'instauration d'une démocratie sans restrictions raciales. | Le « oui » l’emporte avec 68,7 % des voix. Le président Frederik de Klerk poursuit ses négociations avec Nelson Mandela, qui aboutissent à des élections démocratiques en 1994. |
| 22 et 29 mars          | Albanie                                     | Législatives | Premières élections législatives libres et multipartites depuis 1923 (si l'on exempte l'élection de l'assemblée constituante en 1991). | Alternance. Le Parti démocrate (conservateur) remporte une majorité absolue des sièges. Le Parti socialiste, refonte de l'ancien parti unique communiste, est battu et perd le pouvoir. Aleksandër Meksi (Parti démocrate) devient premier ministre. |
| 22 mars                | Thaïlande                                   | Législatives | Restauration d'un semblant de démocratie après le coup d'État militaire de février 1991. Les élections sont truquées par l'armée. | Parlement sans majorité. Le Parti de la justice et de l'unité (conservateur, représentant les militaires) obtient une majorité relative des sièges. Il forme un gouvernement de coalition avec (notamment) le Parti de la Nation thaïe (droite). En mai, une manifestation de 200 000 personnes pour la démocratie est réprimée dans le sang ; le roi Rama IX intervient, et contraint le premier ministre militaire Suchinda Kraprayoon à la démission. De nouvelles élections ont lieu en septembre. |
| 25 mars                | Corée du Sud                                | Législatives | | Parlement sans majorité. Le Parti démocrate libéral (conservateur, néolibéral) perd de peu sa majorité absolue des sièges, tout en conservant une majorité relative. |

### Avril
| Date           | Pays         | Élections                      | Contexte | Résultats |
| -------------- | ------------ | ------------------------------ | --- | --- |
| 5 et 12 avril  | Andorre      | Législatives                   | Il n'existe pas encore de partis politiques. Tous les candidats se présentent donc sans étiquette. | Òscar Ribas Reig conserve le soutien d'une majorité au Parlement, et demeure premier ministre. |
| 5 avril        | Italie       | Parlementaires                 | | Parlement sans majorité. Le parti Démocratie chrétienne (centre-droit) conserve une majorité relative des sièges. En l'absence d'une majorité claire, plus de deux mois s'écoulent avant la formation d'un gouvernement. Giuliano Amato (Parti socialiste) est finalement nommé président du Conseil, à la tête d'un gouvernement de coalition alliant socialistes, conservateurs et libéraux. |
| 9 avril        | Royaume-Uni  | Législatives                   | | Le Parti conservateur conserve une majorité absolue des sièges. John Major demeure premier ministre. |
| 10 avril       | Iran         | Législatives                   | 1er tour | - |
| 12 et 26 avril | Mali         | Présidentielle                 | Première élection présidentielle depuis l'introduction d'une démocratie multipartite. Élection du premier Président de la IIIe République. | Alpha Oumar Konaré (Adéma-PASJ, social démocrate, parti d'opposition à la dictature achevée en 1991) est élu avec 69 % des voix. |
| 26 avril       | Autriche     | Présidentielle                 | 1er tour | - |
| 27 avril       | Sainte-Lucie | Législatives                   | | Le Parti uni des travailleurs (chrétien-démocrate, conservateur) conserve une majorité absolue des sièges. John Compton demeure premier ministre. |
| 28 avril       | Ghana        | Référendum                     | Les citoyens sont invités à s'exprimer sur une proposition de nouvelle Constitution, qui rétablirait notamment le multipartisme. De 1982 jusqu'à début 1992, le pays est gouverné par Jerry Rawlings, qui a pris le pouvoir par un coup d'État. Durant cette période, les partis politiques sont interdits, et une décentralisation des institutions politiques remplace la tenue d'élections nationales. | La nouvelle Constitution est approuvée par 92,6 % des votants. Une élection présidentielle a lieu en novembre. |
| 29 avril       | Gambie       | Législatives et présidentielle | | Le Parti progressiste populaire perd de peu sa majorité absolue des sièges au Parlement, remportant exactement la moitié des sièges. Dawda Jawara (PPP) est réélu président avec 58,5 % des voix, devant notamment Sheriff Mustapha Dibba (Parti de la convention nationale). |

### Mai
| Date         | Pays           | Élections                      | Contexte | Résultats |
| ------------ | -------------- | ------------------------------ | --- | --- |
| 8 mai        | Iran           | Législatives                   | 2d tour. La République islamique d'Iran n'est pas une démocratie. Seuls les candidats approuvés par le Conseil des gardiens sont autorisés à se présenter. Les candidats réformistes sont systématiques interdits de participation.                                         | L'Association du clergé militant et ses alliés (ultra-conservateurs) remportent une majorité absolue des sièges. |
| 11 mai       | Philippines    | Législatives et présidentielle | | Parlement sans majorité. Le parti Lutte des Philippins démocrates (libéral-conservateur) remporte une majorité absolue des sièges au Sénat, mais une majorité relative seulement à la Chambre des représentants. Fidel Ramos (parti Lakas, centre-droit, union de chrétiens-démocrates et de musulmans-démocrates) est élu président de la République avec 23,6 % des voix. |
| 17 mai       | Équateur       | Législatives et présidentielle | Tour unique des législatives, et 1er tour de la présidentielle. | Alternance. Parlement sans majorité. Le Parti social-chrétien (centre-droit) obtient une majorité relative des sièges au Parlement. |
| 23 au 30 mai | Fidji          | Législatives                   | Ces élections font suite à un coup d'État militaire en 1987, et à l'adoption d'une nouvelle Constitution en 1990. Celle-ci vise à asseoir la suprématie politique de la population autochtone, et restreint la représentation de la communauté indo-fidjienne au Parlement. | Parlement sans majorité. Le Soqosoqo ni Vakavulewa ni Taukei (droite nationaliste autochtone) remporte une majorité relative des sièges. Sitiveni Rabuka, l'auteur du coup d'État, devient premier ministre. Il gouverne avec l'appui du Parti des électeurs généraux afin d'avoir une majorité au Parlement.                                                               |
| 23 mai       | Lituanie       | Référendum                     | Les citoyens sont invités à approuver ou non la restauration de la fonction de président de la République, à la suite de l'indépendance du pays. | La proposition est approuvée par 73 % des votants. Le taux de participation n'ayant été que de 59,2 %, toutefois, la mesure n'est pas adoptée. |
| 24 mai       | Autriche       | Présidentielle                 | 2d tour. Le président sortant Kurt Waldheim (Parti populaire, centre-droit) ne se représente pas, en raison des controverses autour de son passé durant le régime nazi. | Thomas Klestil (sans étiquette mais soutenu par le Parti populaire) est élu avec 56,9 % des voix, devant Rudolf Streicher (Parti social-démocrate). |
| 24 mai       | Burkina Faso   | Législatives                   | Premières élections législatives depuis 1978. Premières élections depuis l'instauration du multipartisme, et la fin du régime à parti unique. | Le Congrès Organisation pour la démocratie populaire - Mouvement du travail (gauche, au pouvoir) remporte une majorité absolue des sièges. Youssouf Ouédraogo est nommé premier ministre. |
| 31 mai       | RF Yougoslavie | Législatives                   | À cette date, la Yougoslavie n'inclut plus que la Serbie et le Monténégro. Les élections sont boycottées par la plupart des partis d'opposition, qui estiment ne pas avoir eu un accès suffisant aux médias.                                                                | Le Parti socialiste de Serbie remporte une majorité absolue des sièges. Milan Panić (sans étiquette) est nommé premier ministre. Des manifestations entraînent la tenue de nouvelles élections en décembre, avec un nouveau système électoral. |

### Juin
| Date          | Pays                      | Élections      | Contexte | Résultats |
| ------------- | ------------------------- | -------------- | --- | --- |
| 2 juin        | Danemark                  | Référendum     | Les citoyens sont invités à se prononcer pour ou contre le traité de Maastricht, qui fonde l'Union européenne. | La ratification du traité est rejetée par 50,7 % des votants. L'accord d'Édimbourg en décembre offre au Danemark des exemptions au traité, et mène à la tenue d'un second référendum en 1993. |
| 5 et 6 juin   | Tchécoslovaquie           | Législatives   | | Parlement sans majorité. L'alliance du Parti démocratique civique (droite libérale) et du Parti chrétien-démocrate obtient une majorité relative des sièges. Le Parti communiste, ancien parti unique, termine troisième. La victoire des séparatistes dans la partie slovaque du pays aboutit à la dissolution de la Tchécoslovaquie le 31 décembre. |
| 7 juin        | Azerbaïdjan               | Présidentielle | Première élection présidentielle multipartite. Le Parti communiste a été dissous à la suite de l'indépendance du pays en octobre 1991 ; les communistes ne présentent pas de candidat à cette élection. Le pays est en guerre contre l'Arménie au moment de l'élection (guerre du Haut-Karabagh). | Alternance. L'ancien dissident Aboulfaz Eltchibeï (Front populaire, libéral-conservateur) est élu avec 60,9 % des voix. Il est évincé par un coup d'État militaire en juin 1993. |
| 9 juin        | Indonésie                 | Législatives   | C'est la période du « Nouvel ordre », sous la présidence de Soeharto. Les différents partis politiques ont été contraints de fusionner en seulement trois partis, les seuls autorisés. Les mouvements communistes sont violemment réprimés.                                                       | Le mouvement Golkar (pancasiliste), qui représente le gouvernement Soeharto lors des élections depuis 1971, conserve une majorité absolue des sièges. |
| 13 au 27 juin | Papouasie-Nouvelle-Guinée | Législatives   | | Parlement sans majorité. Le Pangu Pati, au pouvoir, obtient une majorité relative des sièges. Néanmoins c'est Paias Wingti (Mouvement démocratique populaire) qui parvient à former un gouvernement, et devient premier ministre. |
| 14 juin       | Lituanie                  | Référendum     | Les citoyens sont invités à approuver ou non la demande que les troupes russes encore présentes sur le sol lituanien se retirent immédiatement. | La proposition est approuvée par 92,6 % des votants. |
| 18 juin       | Irlande                   | Référendum     | Les citoyens sont invités à se prononcer pour ou contre le traité de Maastricht, qui fonde l'Union européenne. Formellement, il s'agit d'approuver le 11e amendement à la Constitution irlandaise.                                                                                                | La ratification du traité est approuvée par 69,1 % des votants. |
| 23 juin       | Israël                    | Législatives   | | Alternance. Parlement sans majorité. Le Parti travailliste (centre-gauche) remporte une majorité relative des sièges. Yitzhak Rabin (travailliste) devient premier ministre, succédant à Yitzhak Shamir (Likoud, droite). |
| 24 juin       | République du Congo       | Législatives   | 1er tour | - |
| 26 et 27 juin | Malawi                    | Législatives   | Le Malawi à cette date est un État à parti unique. Dans certaines circonscriptions, il n'y a qu'un seul candidat. Dans d'autres, les citoyens peuvent choisir entre plusieurs candidats, mais tous issus du même parti.                                                                           | Le Parti du congrès malawite (conservateur) remporte mécaniquement tous les sièges. |
| 28 juin       | Estonie                   | Référendum     | Les citoyens sont invités à répondre à deux questions : Approuvent-ils la nouvelle Constitution, qui fait suite à l'indépendance du pays ? Et les résidents russophones ayant demandé leur naturalisation doivent-ils pouvoir voter lors des prochaines élections ?                               | Les citoyens approuvent la Constitution à 91,9 %, mais rejettent par 53,5 % une extension du droit de vote aux russophones, population d'origine russe installée en Estonie depuis les années 1940 essentiellement. Les russophones constituent près d'un tiers de la population, et leur naturalisation est freinée par une exigence de connaissance de la langue et de l'histoire estoniennes ; ce sont les « non-citoyens d'Estonie », parfois apatrides. |
| 28 juin       | Liechtenstein             | Référendum     | La proposition est que l'âge du droit de vote soit abaissé de 20 à 18 ans. | La proposition est rejetée par 56,3 % des votants. |
| 28 juin       | Mongolie                  | Législatives   | La Mongolie a cessé d'être une « république populaire » en février, avec l'adoption d'une nouvelle constitution. | Le Parti révolutionnaire du peuple mongol (socialiste, ancien parti unique) remporte la quasi-totalité des sièges à l'issue d'élections libres et multipartites. |

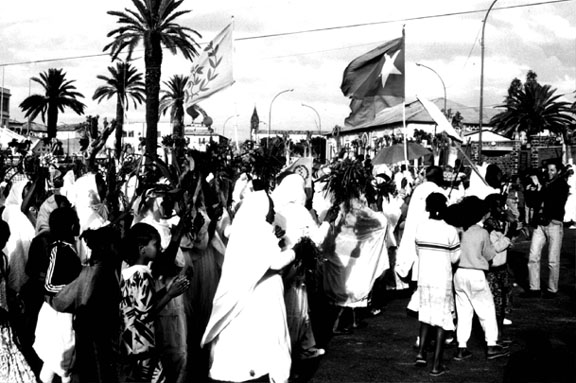
Démocratisation de l'Afrique : élections locales en juin à Dembi Dolo, Éthiopie.

### Juillet
| Date             | Pays                | Élections                            | Contexte | Résultats |
| ---------------- | ------------------- | ------------------------------------ | --- | --- |
| 4 juillet        | Nigeria             | Législatives                         | Premières élections législatives depuis le coup d'État militaire de 1983. Le gouvernement n'autorise toutefois que deux partis politiques, qu'il a lui-même établis. Les citoyens sont invités à choisir entre les deux. | Le Parti social démocratique devance la Convention nationale républicaine et obtient une majorité absolue des sièges dans les deux chambres du Parlement. Un nouveau coup d'État en novembre 1993 met fin à cette expérience démocratique éphémère et partielle. |
| 5 juillet        | Équateur            | Présidentielle                       | 2d tour | Alternance. Sixto Durán-Ballén (Parti de l'union républicaine, conservateur) est élu avec 57,3 % des voix, devant Jaime Nebot (Parti social-chrétien, conservateur). Le Parti de la gauche démocratique, au pouvoir, avait été éliminé au premier tour. |
| 7 juillet        | Japon               | Législatives                         | Renouvellement d'une moitié de la Chambre des conseillers (chambre haute). | Parlement sans majorité. Le Parti libéral-démocrate (droite) conserve sa majorité relative des sièges. |
| 19 juillet       | République du Congo | Législatives                         | 2d tour Premières élections multipartites depuis 1959. | Alternance. Parlement sans majorité. L'Union panafricaine pour la démocratie sociale remporte une majorité relative des sièges. Le Parti congolais du travail (socialiste, ancien parti unique) termine troisième. Stéphane-Maurice Bongho-Nouarra (UPDS) est nommé premier ministre, mais n'a pas la confiance d'une majorité au Parlement ; en décembre, il est remplacé par Claude-Antoine Da-Costa, à la tête d'un gouvernement d'union nationale. |
| 19 juillet       | Viêt Nam            | Législatives                         | Le Viêt Nam est un État à parti unique. Pour la première fois, des candidats indépendants sont néanmoins autorisés à se présenter ; seuls deux le font.                                                                  | Les partis du Front de la Patrie du Viêt Nam, dirigé par le Parti communiste, conservent la totalité des sièges. Võ Văn Kiệt demeure premier ministre. |
| 23 et 26 juillet | Seychelles          | Élection d'un comité constitutionnel | Premières élections multipartites depuis 1974. | Le Front progressiste du peuple seychellois (gauche, ancien parti unique) remporte une majorité absolue des sièges. La nouvelle Constitution issue de ce comité entérine le retour au multipartisme. |

### Août
| Date         | Pays                | Élections                      | Contexte | Résultats |
| ------------ | ------------------- | ------------------------------ | --- | --- |
| 2 août       | Croatie             | Législatives et présidentielle | Premières élections depuis l'indépendance vis-à-vis de la Yougoslavie, déclarée en 1991. La guerre d'indépendance se poursuit. Les observateurs étrangers pointent le peu d'accès des partis d'opposition aux médias, et la partialité des autorités chargées du déroulement des élections. | L'Union démocratique croate (droite) conserve une majorité absolue des sièges. Franjo Tuđman (UDC) est élu président avec 57,8 % des voix. Hrvoje Šarinić est nommé premier ministre. |
| 9 et 16 août | République du Congo | Présidentielle                 | Première élection présidentielle multipartite et démocratique. Elle fait suite aux législatives de juillet. | Alternance. Pascal Lissouba (Union panafricaine pour la démocratie sociale) est élu au second tour avec 61,3 % des voix, devant Bernard Kolélas (Mouvement congolais pour la démocratie et le développement intégral). Le président sortant Denis Sassou-Nguesso (Parti congolais du travail, socialiste, ancien parti unique) termine troisième. |
| 19 août      | Bahamas             | Législatives                   | | Alternance. Le Mouvement national libre (centre-droit) remporte une majorité absolue des sièges, battant le Parti libéral progressiste (centre-gauche) au pouvoir. Hubert Ingraham devient premier ministre. |
| 19 août      | Madagascar          | Référendum                     | Les citoyens sont invités à approuver ou non une proposition de nouvelle Constitution, qui instaure une démocratie multipartite. | La Constitution est approuvée par 72,7 % des votants. |

### Septembre
| Date               | Pays      | Élections                      | Contexte | Résultats |
| ------------------ | --------- | ------------------------------ | --- | --- |
| 4 septembre        | Djibouti  | Réferendum                     | Les citoyens sont invités à approuver une nouvelle Constitution, qui instaure une démocratie multipartite, limitant toutefois le nombre de partis autorisés à quatre.                                                                               | La première mesure (multipartisme) est approuvée par 98,1 % des votants ; la seconde (nombre de partis), par 97,9 %. Les premières élections multipartites ont lieu en décembre. |
| 4 septembre        | Maroc     | Référendum                     | Les citoyens sont invités à approuver ou non une proposition de nouvelle Constitution. Celle-ci accroît la taille du Parlement, renforce le rôle du premier ministre, et restreint de droit de veto du roi.                                         | La Constitution est approuvée par 100 % des votants. (Plus exactement, 99,96 %, avec moins de 5 000 « non » sur 11,5 million de votants.) |
| 6 septembre        | Liban     | Législatives                   | Premières élections depuis 1972, à l'issue de la guerre du Liban. Organisées par Rashid al-Suhl, qui dirige le gouvernement de transition, elles sont boycottées notamment dans les secteurs chrétiens, et sont marquées par d'importantes fraudes. | La plupart des élus sont officiellement sans étiquette, bien qu'ils appartiennent à diverses factions. Le Hezbollah (groupe armé chiite et antisémite) et le mouvement Amal (chiite, ancienne milice) entrent au Parlement. |
| 20 septembre       | Estonie   | Législatives et présidentielle | Premières élections après l'indépendance. Première et dernière élection présidentielle au suffrage universel. | Alternance. Parlement sans majorité. Le bloc « Union de la patrie », alliance de partis conservateurs, obtient une majorité relative des sièges. Mart Laar devient premier ministre. Pour l'élection présidentielle, Arnold Rüütel (conservateur) arrive en tête avec 42,2 % des voix. Puisque aucun candidat n'a atteint 50 % des voix, l'élection du président de la République revient au Parlement. Celui-ci choisit Lennart Meri (Union de la patrie), qui était arrivé deuxième. |
| 20 septembre       | France    | Référendum                     | Les citoyens sont invités à se prononcer pour ou contre le traité de Maastricht, qui fonde l'Union européenne. | La ratification du traité est approuvée par 51 % des votants. |
| 22 septembre       | Palaos    | Présidentielle                 | 1er tour | - |
| 23 septembre       | Thaïlande | Législatives                   | Retour à la démocratie, après une brève période de dictature militaire et les élections truquées du mois de mars. | Parlement sans majorité. Le Parti démocrate (libéral-conservateur) obtient une majorité relative des sièges. Il mène un gouvernement de coalition de partis pro-démocratiques, avec Chuan Leekpai pour premier ministre. |
| 27 septembre       | Roumanie  | Législatives et présidentielle | Tour unique des législatives ; 1er tour de la présidentielle. | Parlement sans majorité. Le Front démocrate du salut national (centre-gauche) obtient une majorité relative des sièges. Le second tour de l'élection présidentielle a lieu le 11 octobre. |
| 27 septembre       | Togo      | Référendum                     | Les citoyens sont invités à approuver ou non une proposition de nouvelle Constitution, qui instaure une démocratie multipartite. | La Constitution est approuvée par 99,2 % des votants. |
| 29 et 30 septembre | Angola    | Législatives et présidentielle | Premières élections multipartites. Elles sont la conséquence des accords de Bicesse, qui visent à mettre fin à la guerre civile perdurant depuis 1975.                                                                                              | Le Mouvement populaire de libération de l'Angola (gauche), ancien parti unique précédemment soutenu par le bloc de l'Est pendant la Guerre froide, remporte une majorité absolue des sièges au Parlement. Il devance nettement l'Union nationale pour l'indépendance totale de l'Angola (UNITA, droite), mouvement paramilitaire soutenu par les États-Unis et par le régime de l'apartheid en Afrique du Sud. Pour la présidentielle, José Eduardo dos Santos (MPLA, au pouvoir) et Jonas Savimbi (UNITA) se qualifient pour un second tour qui n'aura jamais lieu. Jonas Savimbi déclare que l'élection est truquée, et s'en retire, cédant de fait la victoire à son adversaire. Un mois plus tard, des troupes du MPLA massacrent des milliers de guerriers ou de partisans de l'UNITA ; la guerre civile reprend. |

### Octobre
| Date       | Pays                      | Élections                      | Contexte | Résultats |
| ---------- | ------------------------- | ------------------------------ | --- | --- |
| 5 octobre  | Guyana                    | Législatives                   | Premières élections réellement démocratiques depuis 1964, les précédentes ayant été marquées par d'importantes fraudes. | Alternance. Le Parti progressiste populaire (marxiste-léniniste, principalement indo-guyanien) remporte une majorité absolue des sièges, mettant fin à vingt-huit ans de gouvernement du Congrès national populaire (socialiste, principalement afro-guyanien). Sam Hinds devient premier ministre.                                                                                             |
| 11 octobre | Cameroun                  | Présidentielle                 | Première élection présidentielle depuis l'introduction du multipartisme, et première à laquelle participent plusieurs candidats. | Paul Biya (Rassemblement démocratique du peuple camerounais, droite) est réélu avec 40 % des voix, devant notamment John Fru Ndi (Front social démocrate, centre-gauche). Ce dernier estime que l'élection est frauduleuse. |
| 11 octobre | Géorgie                   | Législatives                   | Premières élections législatives depuis l'indépendance en 1991. Elles font suite au coup d'État du 22 décembre 1991 qui avait contraint le président Zviad Gamsakhourdia à l'exil. Les citoyens élisent le Parlement à travers une élection multipartite, et élisent également le président du Parlement, qui exerce la fonction de chef de l'État. Ce second volet de cette élection est un plébiscite : les électeurs votent pour ou contre le candidat unique. | Parlement sans majorité. Dans une assemblée très divisée, aucun parti n'obtient une proportion importante des sièges. Edouard Chevardnadze (sans étiquette, installé au pouvoir par le coup d'État ; ancien secrétaire général du Parti communiste dans les années 1970 et 1980) est élu président du Parlement avec 98 % de suffrages favorables.                                              |
| 11 octobre | Roumanie                  | Présidentielle                 | 2d tour | Ion Iliescu (Front démocrate du salut national, centre-gauche) est réélu avec 61,4 % des voix. |
| 20 octobre | Koweït                    | Législatives                   | Il n'existe pas de partis politiques. Les femmes n'ont pas le droit de vote, et manifestent pour l'obtenir durant la campagne électorale. Moins de 30 % des hommes peuvent voter, en raison de règles exigeant que les électeurs démontrent la nationalité koweïtienne de leurs ancêtres sur plusieurs générations. | Les candidats sans étiquettes mais issus de l'opposition remportent une majorité absolue des sièges. Le prince Saad al-Abdallah al-Salim al-Sabah demeure premier ministre, mais accorde pour la première fois des ministères à des membres de l'opposition. |
| 25 octobre | Lituanie                  | Législatives                   | 1er tour | - |
| 25 octobre | Lituanie                  | Référendum                     | Les citoyens sont invités à approuver ou non une proposition de nouvelle Constitution, à la suite de l'indépendance du pays en 1990. | La Constitution est approuvée par 78,2 % des votants. |
| 25 octobre | République centrafricaine | Législatives et Présidentielle | Ces élections font suite à la restauration du multipartisme. | Le président sortant André Kolingba et son Rassemblement démocratique centrafricain (socialiste, ancien parti unique) sont battus. La Cour suprême annule les résultats en raison de nombreuses irrégularités. Un conseil national provisoire, multipartite, est instauré pour gouverner jusqu'à ce que de nouvelles élections puissent avoir lieu. Elles se tiendront finalement en août 1993. |

### Novembre
| Date              | Pays          | Élections                      | Contexte | Résultats |
| ----------------- | ------------- | ------------------------------ | --- | --- |
| 3 novembre        | États-Unis    | Législatives et présidentielle | | Alternance. Bill Clinton (Parti démocrate, centre-gauche) est élu président. Les démocrates conservent leur majorité absolue des sièges aux deux chambres du Congrès. |
| 3 novembre        | Ghana         | Présidentielle                 | Première élection présidentielle depuis 1979. De 1982 jusqu'à début 1992, le pays est gouverné par Jerry Rawlings, qui a pris le pouvoir par un coup d'État. Durant cette période, les partis politiques sont interdits, et une décentralisation des institutions politiques remplace la tenue d'élections nationales. Le multipartisme est restauré à la suite d'un référendum en avril.                                | Jerry Rawlings (Alliance progressiste : alliance de partis de centre-gauche et « nkrumahistes ») est élu avec 58,4 % des voix. Il devance notamment Albert Adu Boahen (Nouveau Parti patriotique, libéral-conservateur). Des élections législatives ont lieu en décembre.                                                                                        |
| 4 novembre        | Palaos        | Législatives et présidentielle | Tour unique des législatives ; 2d tour de la présidentielle. Les Palaos à cette date sont un territoire autonome sous tutelle des États-Unis. Il n'existe pas de partis politiques. | Alternance, le président sortant Ngiratkel Etpison ayant été battu au premier tour. Kuniwo Nakamura est élu président avec 50,7 % des voix, face à Johnson Toribiong. |
| 4 novembre        | Palaos        | Référendum                     | Les États-Unis ayant proposé aux Palaos de leur accorder l'indépendance en échange d'un accord de libre association, les citoyens paluans ont rejeté cette proposition par référendum à sept reprises. Le référendum de 1992 vise à amender la loi pour qu'un futur référendum sur la libre association puisse être validé par une simple majorité des votants, plutôt que de nécessiter une majorité des trois quarts.  | La proposition est adoptée par 62,4 % des votants. Cette décision entraîne la tenue d'un nouveau référendum de libre association l'année suivante. |
| 8 novembre        | Liechtenstein | Référendums                    | Deux propositions sont soumises au droit de vote : permettre aux petits partis d'être représentés au Parlement même s'ils n'ont pas atteint 8 % des suffrages, et amender la Constitution pour interdire diverses formes de discrimination. | Les propositions sont rejetées, respectivement par 67,7 et 75,4 % des votants. |
| 14 novembre       | Nauru         | Législatives                   | Il n'y a pas de partis politiques. Tous les candidats se présentent sans étiquette, bien qu'appartenant à différentes factions. | Bernard Dowiyogo conserve sa majorité parlementaire et demeure président de la République. |
| 15 novembre       | Lituanie      | Législatives                   | 2d tour | Alternance. Le Parti démocratique du travail (social-démocrate, successeur du Parti communiste, ancien parti unique) remporte une majorité absolue des sièges. Le mouvement Sąjūdis (nationaliste), au pouvoir, qui a mené le pays à l'indépendance, est largement battu. Bronislovas Lubys (sans étiquette mais soutenu par le PDT) est nommé premier ministre. |
| 15 novembre       | Seychelles    | Référendum                     | Les citoyens sont invités à approuver ou non une proposition de nouvelle Constitution, qui instaure une démocratie multipartite, et restreint le nombre de mandats présidentiels à trois. | La Constitution est approuvée par 54,6 % des votants. N'ayant pas atteint les 60 % requis, elle est considérée comme ayant été rejetée. Une nouvelle Constitution démocrate est soumise à un second référendum l'année suivante. |
| 22 novembre       | Pérou         | Législatives                   | Élection d'une assemblée constituante, à la suite du coup d'État mené par Alberto Fujimori en avril. | Le parti Cambio 90 (conservateur, néo-libéral) du président Fujimori remporte une majorité absolue des sièges. |
| 25 novembre       | Irlande       | Législatives                   | | Parlement sans majorité. Le parti Fianna Fáil (centre-droit) conserve une majorité relative des sièges. Albert Reynolds (Fianna Fáil) demeure premier ministre à la tête d'un gouvernement de coalition avec le Parti travailliste (centre-gauche). |
| 25 novembre       | Irlande       | Référendums                    | Les citoyens sont invités à voter pour ou contre trois amendements à la Constitution. Le 12e amendement stipule que le risque de suicide d'une femme enceinte ne peut justifier un avortement. Le 13e, au contraire, stipule qu'une femme enceinte a le droit de visiter un pays où l'avortement est légal. Le 14e confère aux Irlandais le droit de s'informer sur la possibilité d'obtenir un avortement à l'étranger. | Le 12e amendement est rejeté par 65,4 % des votants. Le 13e et le 14e sont approuvés, respectivement par 62,4 et 59,9 % des votants. |
| 25 novembre       | Madagascar    | Présidentielle                 | 1er tour. Le 2d tour a lieu en février 1993. | - |
| 22 et 29 novembre | Comores       | Législatives                   | Des irrégularités entraînent l'annulation des résultats dans certaines circonscriptions, où les citoyens votent à nouveau les 13 et 20 décembre. Sous la présidence de Saïd Mohamed Djohar, la République fédérale islamique des Comores n'est pas clairement une démocratie ; des partis d'opposition boycottent les élections pour protester contre l'existence de prisonniers politiques.                             | Parlement sans majorité. L'Union des démocrates pour le développement arrive en tête, mais aucun parti n'obtient un nombre important de sièges. |

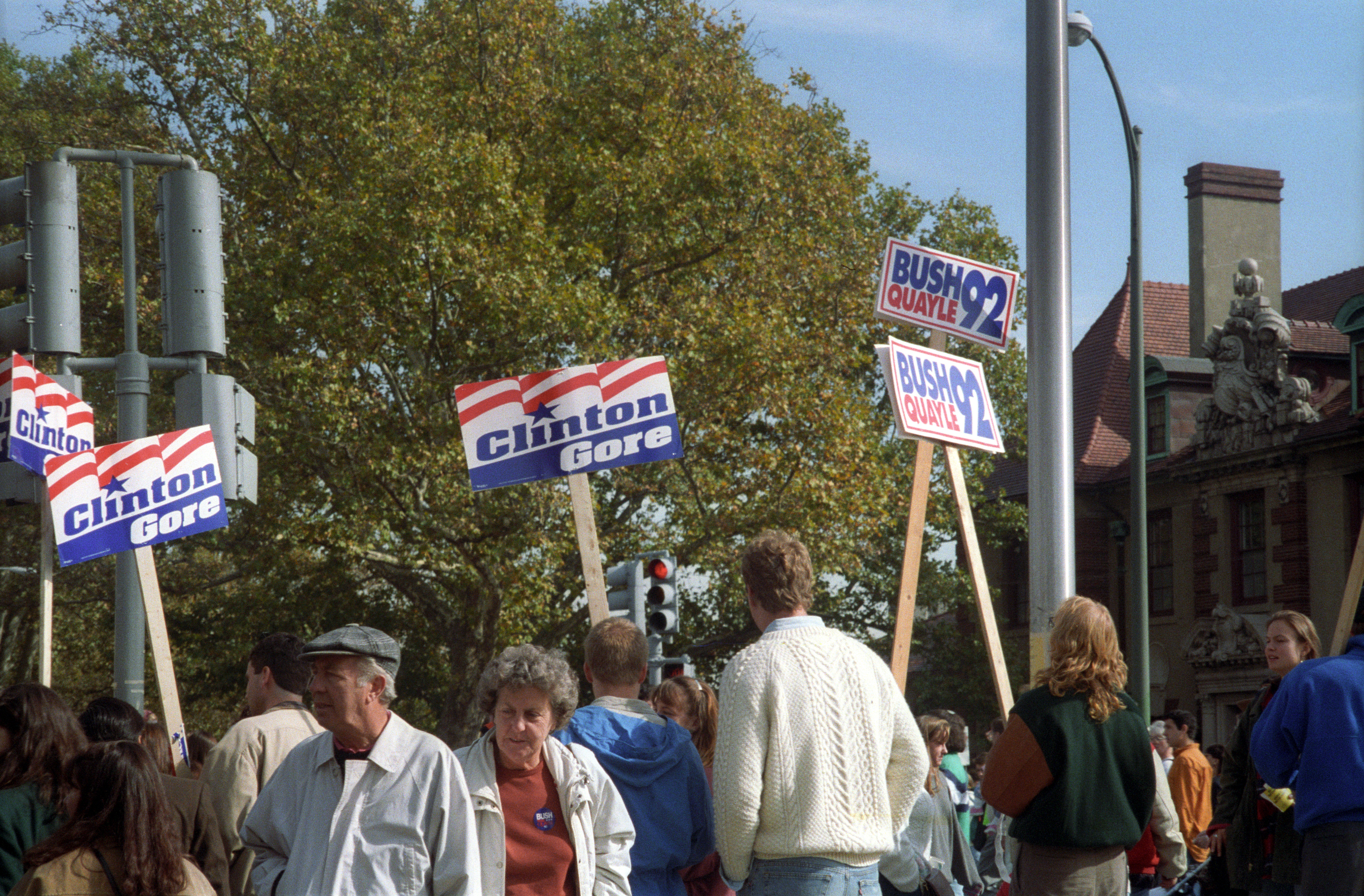
Scène de la campagne présidentielle américaine.

### Décembre
| Date                     | Pays                     | Élections                      | Contexte | Résultats |
| ------------------------ | ------------------------ | ------------------------------ | --- | --- |
| 6 et 10 décembre         | Slovénie                 | Législatives et présidentielle | Premières élections depuis l'indépendance en 1991. | Milan Kučan (sans étiquette) est réélu président de la République au premier tour, avec 63,9 % des voix. Les élections législatives comportent deux tours, et produisent un parlement sans majorité, où le parti Démocratie libérale (centre-gauche) obtient une majorité relative des sièges. Janez Drnovšek (DL) demeure premier ministre. |
| 13 décembre              | Liechtenstein            | Référendum                     | La proposition est que le Liechtenstein rejoigne l'Espace économique européen. | La proposition est approuvée par 55,8 % des votants. |
| 18 décembre              | Corée du Sud             | Présidentielle                 | | Kim Young-sam (Parti démocrate libéral, conservateur, néolibéral) est élu avec 42 % des voix, devançant notamment Kim Dae-jung (Parti démocrate). Il succède à Roh Tae-woo (PDL). |
| 18 décembre              | Djibouti                 | Législatives                   | Premières élections législatives multipartites depuis 1977. | Le Rassemblement populaire pour le progrès (socialiste, ancien parti unique) conserve la totalité des sièges. Le Mouvement pour le renouveau démocratique et le développement, parti d'opposition, obtient un quart des voix, mais aucun siège.                                                                                              |
| 19 décembre              | Taïwan                   | Législatives                   | Premières élections législatives au suffrage direct, dans le cadre du processus de démocratisation. | Le Kuomintang (droite, ancien parti unique) conserve une majorité absolue des sièges. |
| 20 décembre              | Laos                     | Législatives                   | Le Laos est un État à parti unique. Seuls les candidats approuvés par les autorités sont autorisés à se présenter. Un petit nombre de candidats sans étiquette est permis. | Le Parti révolutionnaire populaire lao (officiellement marxiste-léniniste, mais acquis à l'économie de marché) remporte la totalité des sièges. Aucun candidat sans étiquette n'est élu. Khamtay Siphandone demeure premier ministre. |
| 20 décembre              | République du Monténégro | Législatives et présidentielle | Tour unique des législatives ; 1er tour de la présidentielle. Le Monténégro à cette date est un pays constitutif de la République fédérale de Yougoslavie. | Le Parti démocratique socialiste (successeur de la Ligue des communistes, ancien parti unique), favorable à une autonomie accrue, remporte une majorité absolue des sièges. Le second tour de l'élection présidentielle a lieu le 10 janvier 1993.                                                                                           |
| 20 décembre              | République de Serbie     | Législatives et présidentielle | La Serbie à cette date est un pays constitutif de la République fédérale de Yougoslavie. | Le Parti socialiste de Serbie (nationalisme serbe ; successeur de la Ligue des communistes, ancien parti unique) conserve une majorité absolue des sièges. Slobodan Milošević (PSS) est réélu président avec 53,2 % des voix. |
| 20 décembre au 3 janvier | RF Yougoslavie           | Législatives                   | À cette date, la Yougoslavie n'inclut plus que la Serbie et le Monténégro. | Voir l'article : Liste d'élections en 1993. |
| 26 décembre              | Niger                    | Référendum                     | Les citoyens sont invités à approuver une nouvelle Constitution, qui rétablit une démocratie multipartite pour la première fois depuis 1960, garantir les droits de l'homme, exclut l'armée de tout rôle politique, et instaure la IIIe République.                                                                                | La proposition est approuvée par 89,8 % des votants. |
| 29 décembre              | Ghana                    | Législatives                   | Premières élections législatives depuis 1979. Elles font suite à la restauration du multipartisme par référendum en avril, et à la tenue d'une élection présidentielle en novembre. Bien que l'organisation de ces élections soit jugée libre et juste par les observateurs internationaux, les partis d'opposition la boycottent. | Le Congrès démocratique national (centre-gauche) remporte la quasi-totalité des sièges, les quelques sièges restants revenant principalement à ses alliés. Le président Jerry Rawlings, élu en novembre, dispose ainsi d'une majorité parlementaire pour gouverner.                                                                          |
| 29 décembre              | Kenya                    | Législatives et présidentielle | Premières élections multipartites depuis 1963 (c'est-à-dire depuis avant l'indépendance). Human Rights Watch dénonce des violences orchestrées par le gouvernement durant l'élection. Des soupçons de fraude électorale pèsent également sur le scrutin.                                                                           | L'Union nationale africaine kenyane (droite), au pouvoir depuis l'indépendance, conserve une majorité absolue des sièges à l'Assemblée nationale. Daniel arap Moi (UNAK) est réélu président de la République avec 36,6 % des voix, devant plusieurs autres candidats.                                                                       |